# Bezares
Bezares is een gemeente in de Spaanse provincie en regio La Rioja met een oppervlakte van 4,62 km². Bezares telt 22 inwoners (1 januari 2016).

## Demografische ontwikkeling

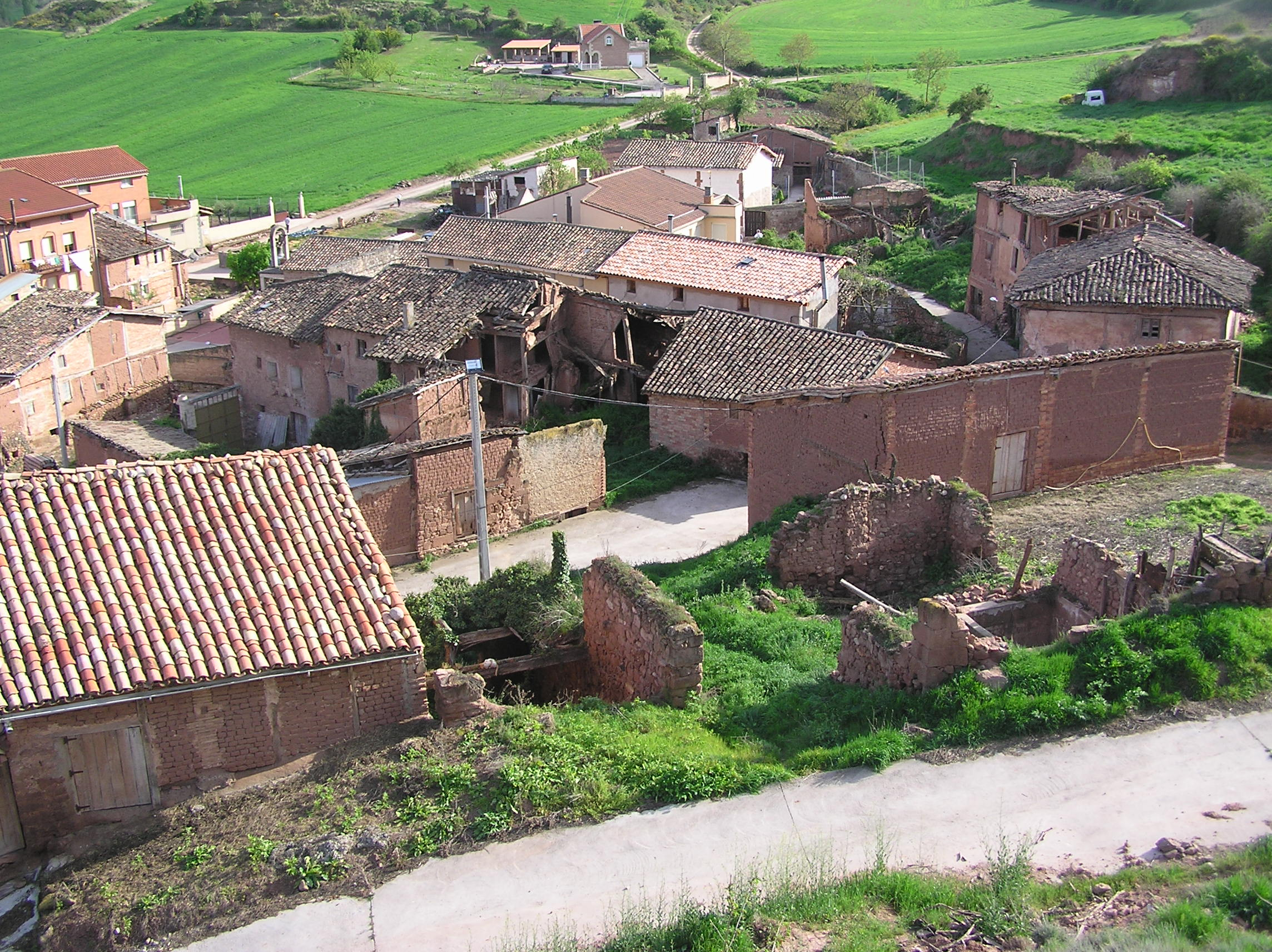
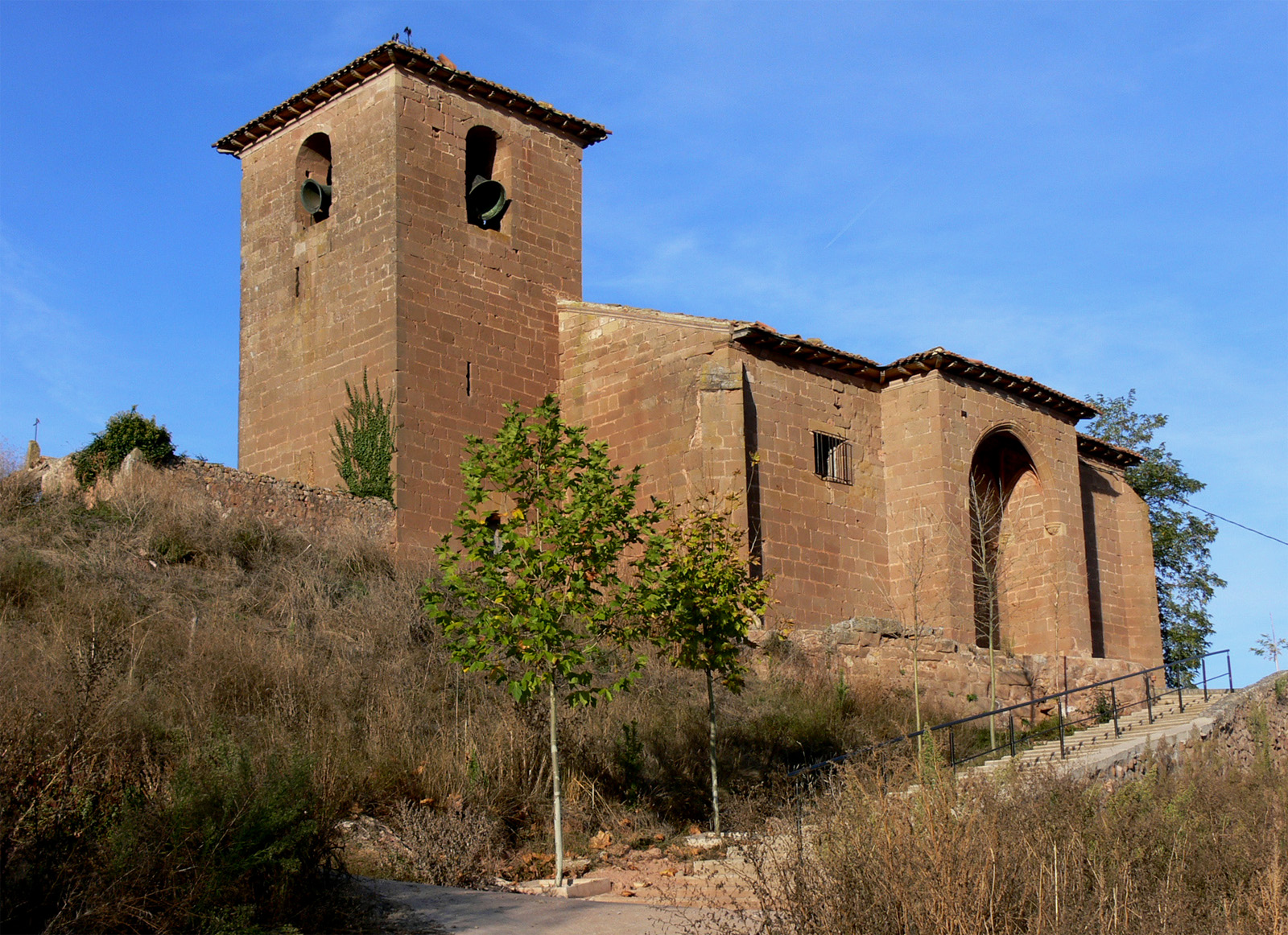
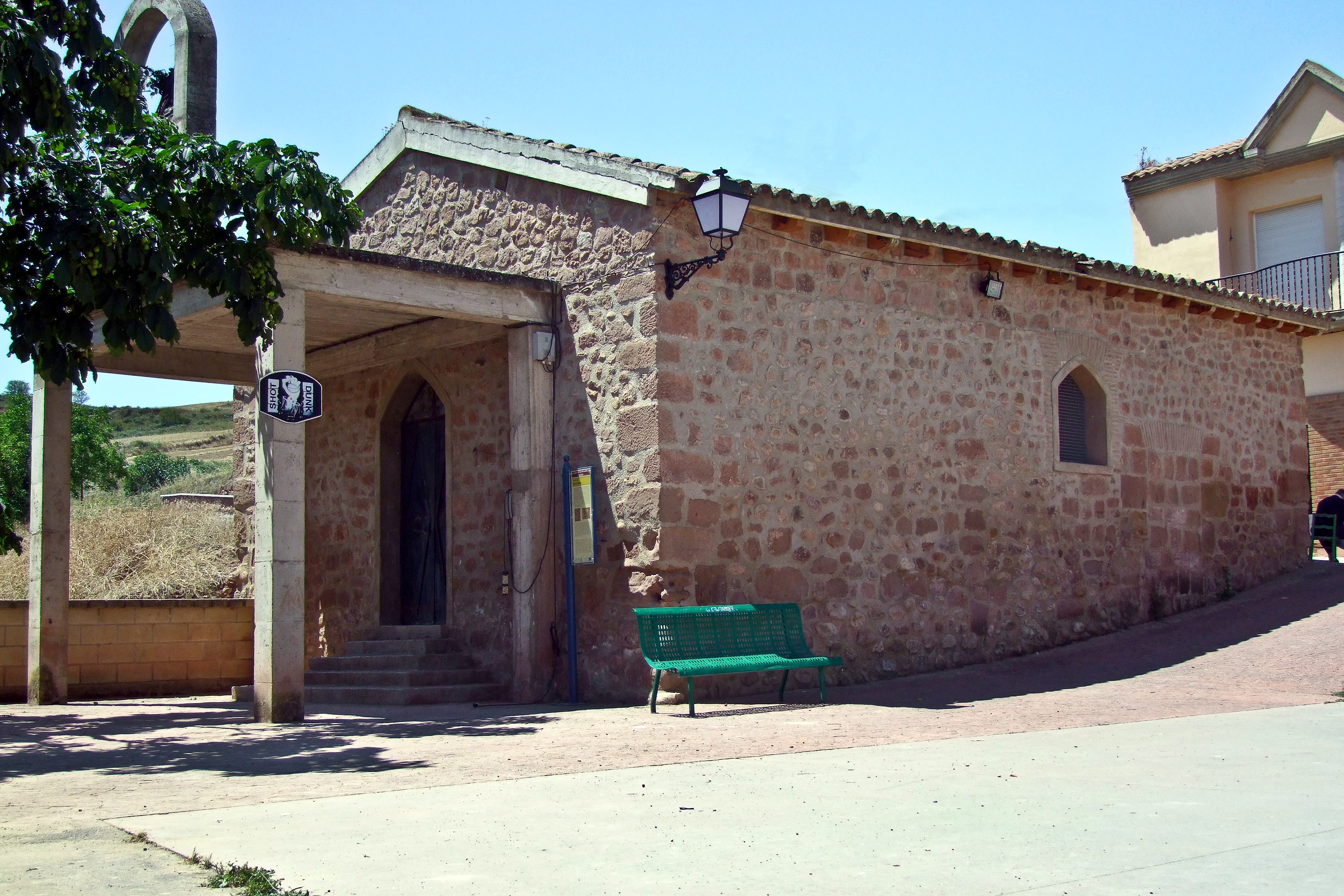

Bron: INE, 1857-2011: volkstellingen